# Brenner (månekrater)
Brenner er et nedslagskrater på Månen. Det befinder sig i det forrevne sydlige højland på Månens forside og er opkaldt efter den serbiske astronom Spiridon Gopčević (1855 – 1928), hvis forfatternavn var Leo Brenner.
Navnet blev officielt tildelt af den Internationale Astronomiske Union (IAU) i 1935. 
Observation af krateret rapporteredes første gang i 1651 af Giovanni Riccioli.

## Omgivelser
Brenner ligger en kraterdiameter nordvest for kraterparret Metius og Fabricius. 

## Karakteristika
Dette er et gammelt krater, som er blevet stærkt eroderet af senere nedslag, så nu kun den vestlige del stadig ligner et krater. Den del er randens mest intakte, men er reduceret til en lav højderyg i landskabet. Den nordøstlige del af krateret er blevet omformet, så det kun er et ujævnt og irregulært terræn. Over den sydøstlige rand ligger det relativt gamle krater "Brenner A".

## Satellitkratere
De kratere, som kaldes satellitter, er små kratere beliggende i eller nær hovedkrateret. Deres dannelse er sædvanligvis sket uafhængigt af dette, men de får samme navn som hovedkrateret med tilføjelse af et stort bogstav. På kort over Månen er det en konvention at identificere dem ved at placere dette bogstav på den side af satellitkraterets midte, som ligger nærmest hovedkrateret. Brennerkrateret har følgende satellitkratere:
| Brenner | Længde  | Bredde  | Diameter |
| ------- | ------- | ------- | -------- |
| A       | 40,4° S | 40,0° Ø | 32 km    |
| B       | 37,4° S | 41,8° Ø | 10 km    |
| C       | 36,5° S | 41,9° Ø | 7 km     |
| D       | 36,2° S | 38,7° Ø | 8 km     |
| E       | 38,9° S | 40,5° Ø | 14 km    |
| F       | 40,6° S | 37,0° Ø | 14 km    |
| H       | 36,9° S | 38,7° Ø | 8 km     |
| J       | 37,7° S | 36,6° Ø | 8 km     |
| K       | 38,0° S | 37,3° Ø | 7 km     |
| L       | 38,1° S | 36,6° Ø | 5 km     |
| M       | 38,8° S | 36,9° Ø | 7 km     |
| N       | 39,0° S | 36,7° Ø | 7 km     |
| P       | 38,8° S | 35,3° Ø | 7 km     |
| Q       | 39,2° S | 35,9° Ø | 8 km     |
| R       | 40,7° S | 38,3° Ø | 10 km    |
| S       | 38,4° S | 36,2° Ø | 6 km     |

## Måneatlas
- Billeder af Brennerkrateret i LPI-måneatlasset